# Tor Cos
Tor Cos (пол. Tor lodowy Centralnego Ośrodka Sportu w Zakopanem) — крытый ледовый каток с искусственным льдом в Закопане, Малопольское воеводство, Польша. Расположен на высоте 932 метра над уровнем моря и является самым высокогорным катком в Европе. Является частью Центра олимпийской подготовки Закопане, который включает в себя бассейн, спортивный зал, фитнес-зал, крытые легкоатлетические сооружения, каток, трамплины, теннисные корты, гандбольное и футбольное поле.

## История
С 1956 по 2007 год в Закопане существовал каток с естественным льдом под названием Tor COS. 14 ноября 2008 была завершена реконструкция, каток стал с искусственным льдом.
Строительство крытого катка началось в 2022 году. Завершение строительства планировалось на осень 2024 года. В феврале 2025 года каток примет 5-й этап Кубка мира по конькобежному спорту.

## Рекорды катка

### Мужчины
| Мужчины   | Мужчины  | Мужчины                     | Мужчины    | Мужчины |
| Дистанция | Время    | Конькобежец                 | Дата       |         |
| --------- | -------- | --------------------------- | ---------- | ------- |
| 500 м     | 35,80    | Артур Ногаль Збигнев Брудка | 29-12-2013 |         |
| 1000 м    | 1.11,17  | Конрад Недзведзкий          | 18-12-2011 |         |
| 1500 м    | 1.48,81  | Конрад Недзведзкий          | 18-12-2010 |         |
| 3000 м    | 3.52,53  | Фрэнк Херманс               | 28-11-2010 |         |
| 5000 м    | 6.38,08  | Ян Шиманьский               | 29-12-2013 |         |
| 10 000 м  | 13.59,96 | Ян Шиманьский               | 30-12-2013 |         |

### Женщины
| Женщины   | Женщины  | Женщины                 | Женщины    | Женщины |
| Дистанция | Время    | Конькобежец             | Дата       |         |
| --------- | -------- | ----------------------- | ---------- | ------- |
| 500 м     | 39,41    | Михаэла Хогаш           | 22-02-2021 |         |
| 1000 м    | 1.18,28  | Наталия Червонка        | 23-01-2016 |         |
| 1500 м    | 2.01,35  | Катажина Бахледа-Цурусь | 2-02-2013  |         |
| 3000 м    | 4.09,22  | Мартина Сабликова       | 18-12-2012 |         |
| 5000 м    | 7.09,98  | Мартина Сабликова       | 20-12-2012 |         |
| 10 000 м  | 17.47,42 | Мартина Официальска     | 26-2-2012  |         |